# 5615 Іскандер
5615 Іскандер (5615 Iskander) — астероїд головного поясу, відкритий 4 серпня 1983 року.
Тіссеранів параметр щодо Юпітера — 3,582.
Названий на честь відомого абхазького письменника — Фазіля Іскандера.